# Bistum Bongaigaon
Das Bistum Bongaigaon (lateinisch Dioecesis Bongaigaonensis, englisch Diocese of Bongaigaon) ist eine in Indien gelegene römisch-katholische Diözese mit Sitz in Bongaigaon.

## Geschichte
Das Bistum Bongaigaon wurde am 10. Mai 2000 durch Papst Johannes Paul II. mit der Apostolischen Konstitution Ultra flumen aus Gebietsabtretungen des Erzbistums Guwahati errichtet und diesem als Suffraganbistum unterstellt. Erster Bischof wurde Thomas Pulloppillil.

## Territorium
Das Bistum Bongaigaon umfasst die Distrikte Barpeta, Bongaigaon, Dhubri, Kokrajhar und Nalbari im Bundesstaat Assam.